# JostyKit
JostyKit är ett elektronikföretag som etablerades med butik i Malmö 1970 av den danske affärsmannen Ole Hagelin född 1946.

## Företaget
Företaget hade i början produktion, administration, lager och distribution på Sortedam Dossering i Köpenhamn ägt av affärsmannen Steen Bolbroe född 1945. Man sålde egentillverkade elektronikbyggsatser för ljudanläggningar, ljusstyrning, biltillbehör och komponenter. Försäljningen sträckte sig över hela Europa. Man sålde förmodligen Danmarks första spelkonsol Multi-TV-Game HF344 som man tillverkat själv. Utöver direktförsäljningen i butiken på Östra Förstadsgatan i Malmö hade man även en omfattande postorderkatalog som fick mycket stor spridning bland elektronikintresserade ungdomar i hela landet. Snart tillkom även en butik på Övre Husargatan i Göteborg som fanns kvar till 1995, då den togs över av anställda och bytte namn till CompuRent.  Under 1980-talet inriktade man sig alltmer på att sälja färdiga datorer och idag fortlever företaget som renodlad datorbutik i Malmö under namnet Josty Data.
Datorförsäljningen började med datorer som ZX81, ZX Spectrum, Vic-20, Commodore 64, ABC 80.  År 1984 sålde man sin första x86-baserade PC med en Intel 8088 @ 4,77 MHz processor och 256 kByte primärminne.
JostyKit utgav på eget förlag en elektronikbok i två delar, Allmän elektronik 1–2 (1981-82) av dansken Jan Soelberg. I Danmark säljs boken sedan 1994 av Teknisk Førlag där den heter "Anvendt Elektronik" 1-2 (1970-1980).

### Spelkonsol HF-344
Jostykit Multi-TV-Game HF-344 är en förstagenerations dansk spelkonsol från 1976, producerad av JostyKit som elektronikbyggsats. Spelkonsolen anslöts till en analog tv-apparat och spelkonsolen blev såld som en gör-det-själv byggsats för lödning. Den levererades med en anvisningom hur den ska byggas upp. Det är ett system, som använder en AY-3-8500 GI datorchip. Systemet har 4 spel inbyggt - Tennis, Fotboll, Squash  och Pelota.
Spelkonsolens låda är gjord av trä och metall som tillsammans ger en elegant finish. En spelare använder "drejeknappen" på systemlådan, medan den andra spelaren använder en kontroller. Den fysiska storleken är liten och kan med lätthet tas med. Det finns ingen intern högtalare, ljudet skickas till TV-apparaten.